# Château Gruaud Larose
 (mars 2008).
Si vous disposez d'ouvrages ou d'articles de référence ou si vous connaissez des sites web de qualité traitant du thème abordé ici, merci de compléter l'article en donnant les références utiles à sa vérifiabilité et en les liant à la section « Notes et références ».
 (octobre 2020).
Le Château Gruaud Larose est un château et un domaine viticole situé à Saint-Julien-Beychevelle en Gironde. Son vin AOC saint-julien est classé deuxième grand cru au classement de 1855.
Le château, avec la tour et le hangar agricole, a été inscrit à la liste des monuments historiques par arrêté du 22 février 2012,. Il appartient à la famille Merlaut depuis 1997.

## Histoire du domaine
La création du domaine par l'abbé Joseph Stanislas Gruaud daterait de 1725.
Les premiers écrits qui attestent l’existence du château remontent à 1742.
Dans les années 1750, la propriété du sieur Gruaud apparaît dans le registre de courtage d’Abraham Lawton, préfigurant le classement de 1855. 
L'abbé Gruaud acquiert en 1757 une surface d’exploitation d'environ 50 hectares. La propriété prend le nom de « Fonbedeau », bien que l’on retrouve régulièrement l’appellation Gruaud.
À la mort du fondateur, le 6 septembre 1771, son unique héritier, Joseph-Sébastien de Larose, élu du présidial de Bordeaux et lieutenant général de la sénéchaussée de Guyenne, devient propriétaire du domaine Fonbedeau. Le nom de Larose n'apparaît qu'en 1791.
Le 28 novembre 1795, le chevalier de Larose meurt. Les descendants ne peuvent s’entendre sur l'héritage. Une vente par licitation est ordonnée par la cour d’appel de Bordeaux, qui décidera le partage des biens soumis à indivision.
L’adjudication par voie d’enchères judiciaires a lieu le 21 décembre 1812.
Les négociants bordelais Pierre Balguerie-Stuttenberg et Jean-Auguste Sarget se portent acquéreurs du château pour une somme minime. Le château prend officiellement le nom de Gruaud-Larose.
La devise « le roi des vins, le vin des rois » est alors conçue par le baron Sarget.
En 1846, les nouveaux propriétaires se séparent, la propriété doit être partagée.
Après négociations, vignoble et bâtiments sont partagés entre la famille Sarget de la Fontaine, d’une part, et Mesdames Bethmann (famille Metzler de Bethmann d'origine allemande, installée à Bordeaux depuis le XVIIIe siècle) et de Boisgérard d’autre part.
Les parcelles sont partagées par moitié ; il en est de même pour les bâtiments (des bornes en attestent).
Deux vins sont alors commercialisés, sous les noms de Gruaud-Larose Sarget et Gruaud-Larose Bethmann.
L’oïdium qui s’abat sur le vignoble médocain entre 1852 et 1860 fait chuter les rendements du château Gruaud-Larose. Pour lutter contre ce fléau, la technique du soufrage des vignes se généralise à l’ensemble des domaines.
La classification officielle des vins de Bordeaux de 1855 confirme la place du Château Gruaud-Larose au rang de second cru classé.
L’oïdium est contenu, et, dans la décennie 1861-1870, la production des châteaux du médoc augmente de nouveau. Les deux domaines de Gruaud-Larose profitent des cours élevés du vin et d’une productivité viticole de qualité.
En 1874, le phylloxéra met en danger le vignoble médocain. Impuissants, les propriétaires, à partir de 1895, substituent aux pieds malades des plants plus résistants d'origine américaine, utilisés comme « porte-greffe ».
Dès 1878, le mildiou, autre maladie de la vigne, endommage les grappes et le feuillage, et affecte la qualité de la récolte.

Le château Gruaud Larose au XIXe siècle
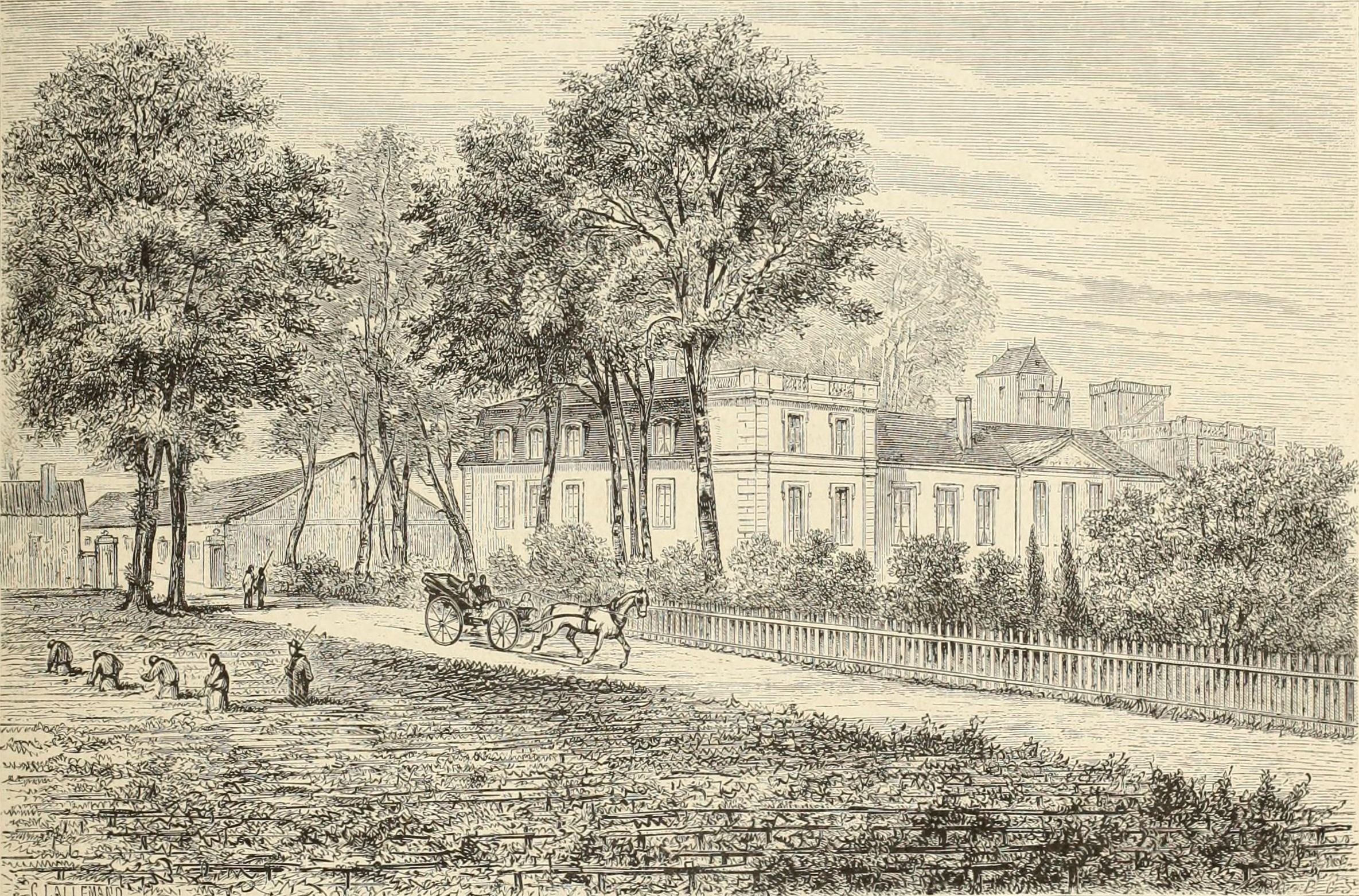
La chartreuse d'origine en 1868.
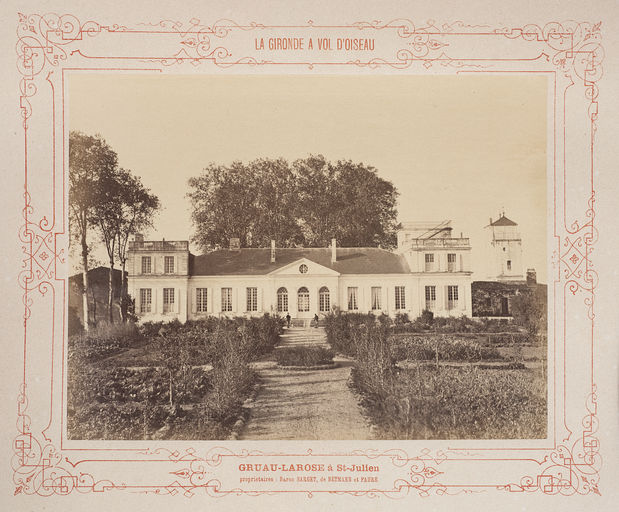
L'ancienne chartreuse vers 1867.
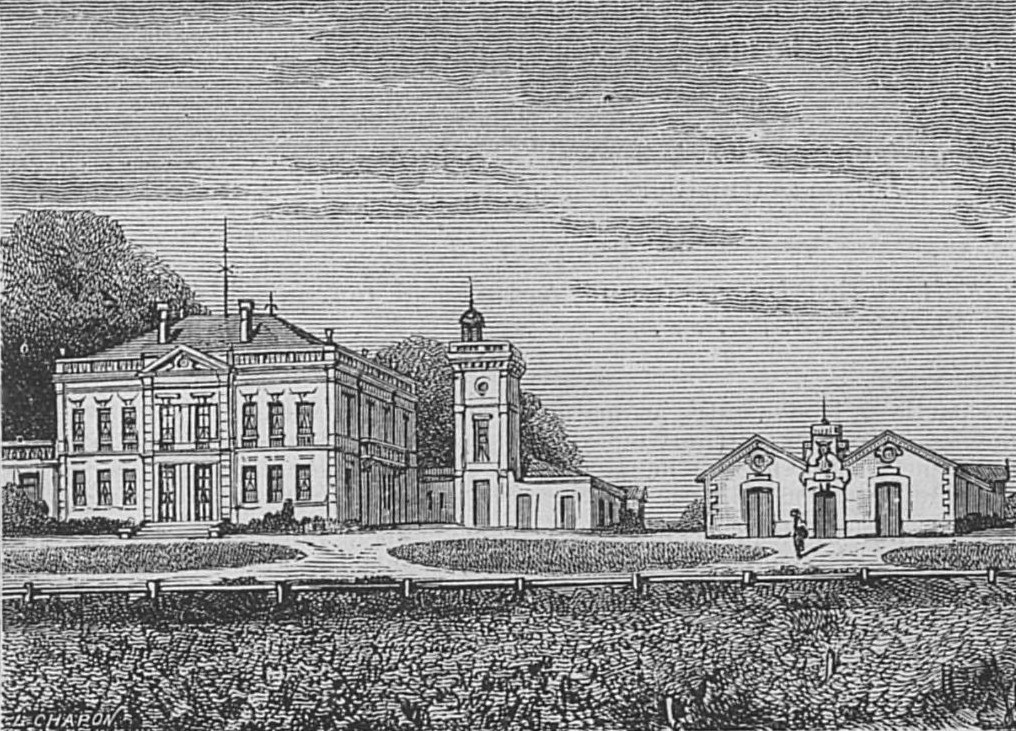
Le château en 1893.

Le château est reconstruit en 1879, comme l'indique la date portée sur la façade postérieure.
En 1890, une longue période de crise débute dans le Médoc ; de nombreux domaines dont Graud-Larose sont obligés, pour assurer un minimum de revenus, de vendre à l’avance leur récolte, par la technique des abonnements. Gruaud-Larose Sarget recouvre sa « liberté » en 1916, et Gruaud-Larose Bethmann en 1919.
En 1917, Désiré Cordier, négociant en vin de l’est de la France se porte acquéreur du château Gruaud Larose Sarget. La famille investit dans tout le vignoble Bordelais, et achète à la même époque les châteaux Fanning-Lafontaine dans les Graves, Lafaurie-Peyraguey dans le Sauternais, Talbot à Saint-Julien-Beychevelle et Meyney à Saint-Estèphe.
En 1935, Désiré Cordier achète Gruaud-Larose Bethmann et reconstitue le domaine initial du fondateur.
En 1940, Désiré Cordier meurt. Paul et Henri Lemaire gèrent le domaine, jusqu’à la nomination, en 1947, de Jean Cordier, son petit-fils, à la tête de Gruaud-Larose.
Jean Cordier modernise la gestion du château, accroît sa notoriété et renouvèle la plus grande partie du vignoble. Le domaine produit des récoltes plus abondantes, notamment grâce à la plantation de cabernet sauvignon de manière majoritaire.

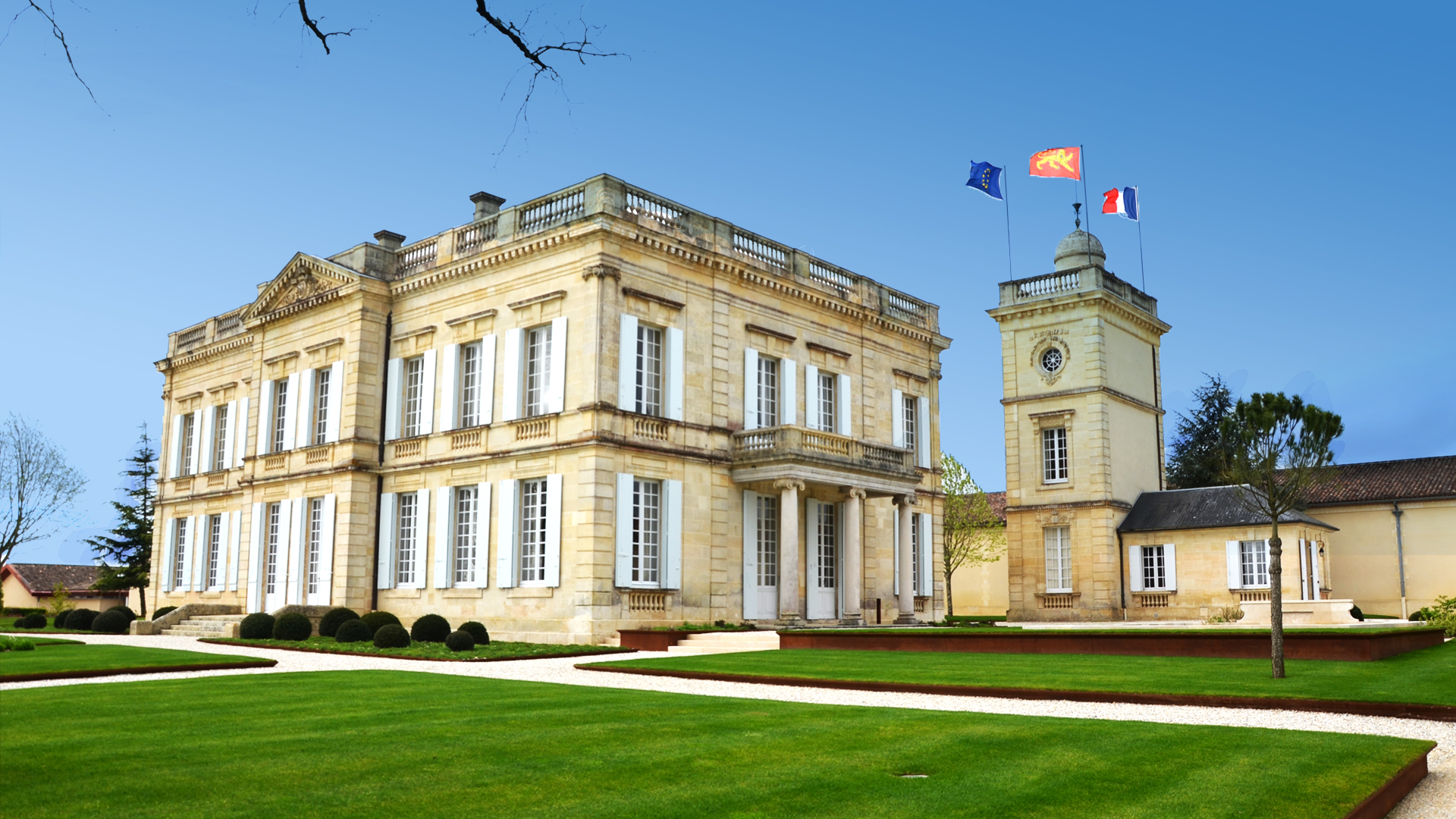
Vue d'ensemble du château

Dans les années 1980, les méthodes de négociation de gros marchés changent. L’apport de capitaux extérieurs devient indispensable.
En 1983, le groupe Suez investit dans la société Cordier par l’intermédiaire de sa filiale, Banque La Hénin. L’entreprise familiale devient internationale.
En 1993, le groupe Alcatel Alsthom se porte acquéreur du château. Le château est entièrement restauré, les espaces verts sont repensés. Les chais sont agrandis, une partie des cuves est reconstruite en bois.
Le groupe met à disposition de l’équipe technique un dispositif technologique nouveau en Médoc. La réception des vendanges, ainsi que les cuves, sont suivies par un système informatique. Un laboratoire œnologique, une station météorologique et une station d’épuration sont installés dans l’enceinte de la propriété.

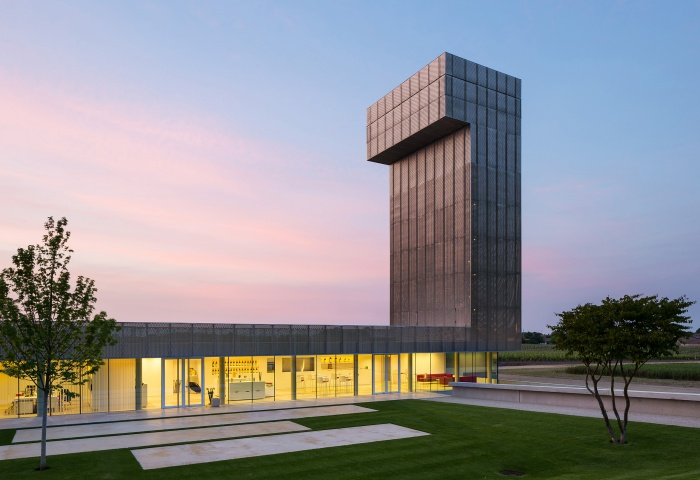
La boutique et la tour de dégustation.

En 1997, la famille Merlaut acquiert la propriété et poursuit la politique de son prédécesseur : produire un vin de classe et respecter l’environnement et les traditions.

## Terroir
Le vignoble de Château Gruaud-Larose présente un encépagement constitué à 60 % de cabernet sauvignon, 30 % de merlot, 7 % de cabernet franc, et 3 % de petit verdot.

## Vins
Le premier vin séjourne 18 mois dans des barriques de chêne français, neuves en moyenne à 90 %.
Quelques grands millésimes sont restés comme exceptionnels à Gruaud-Larose, comme dans tout le Bordelais, tels 1961, 1982, 1986 ou 1989.[réf. nécessaire]

Chais et caves du château
Une bouteille de 2018.
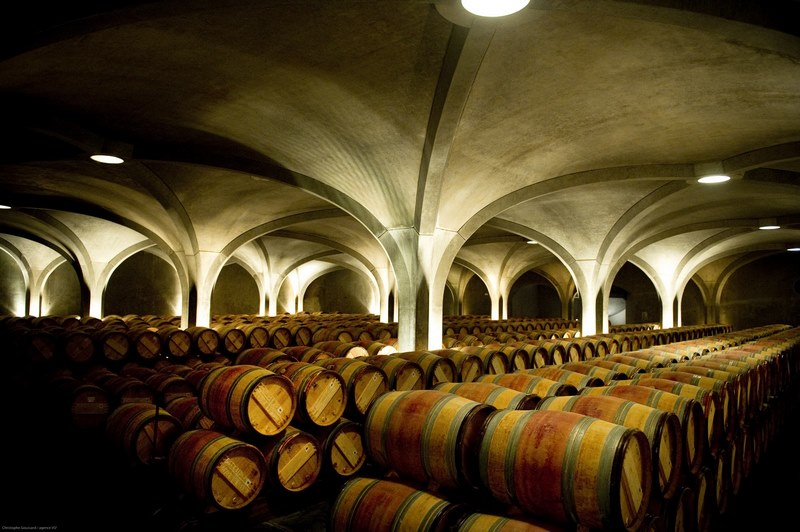
Chais souterrains.
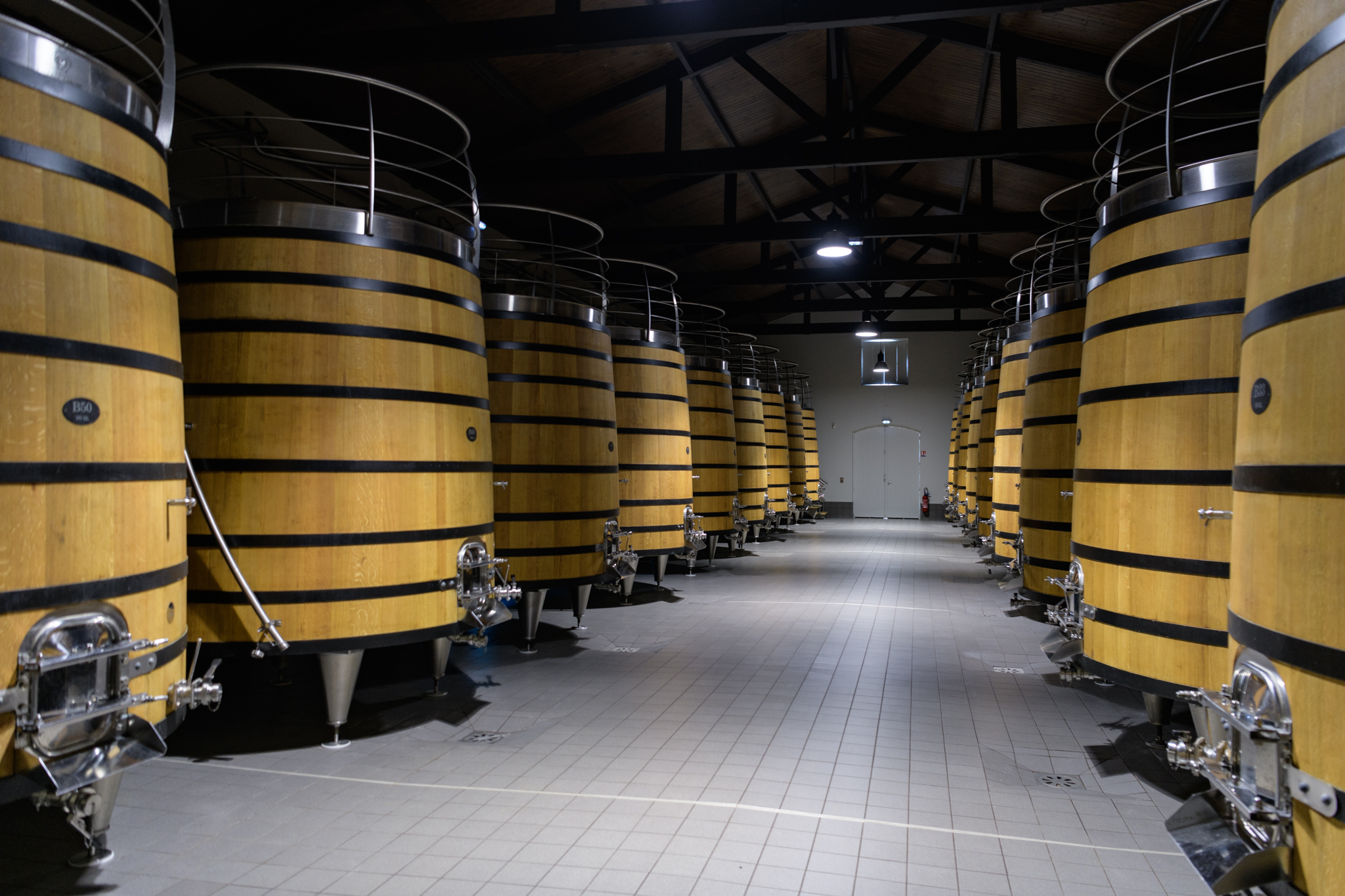
Foudres.
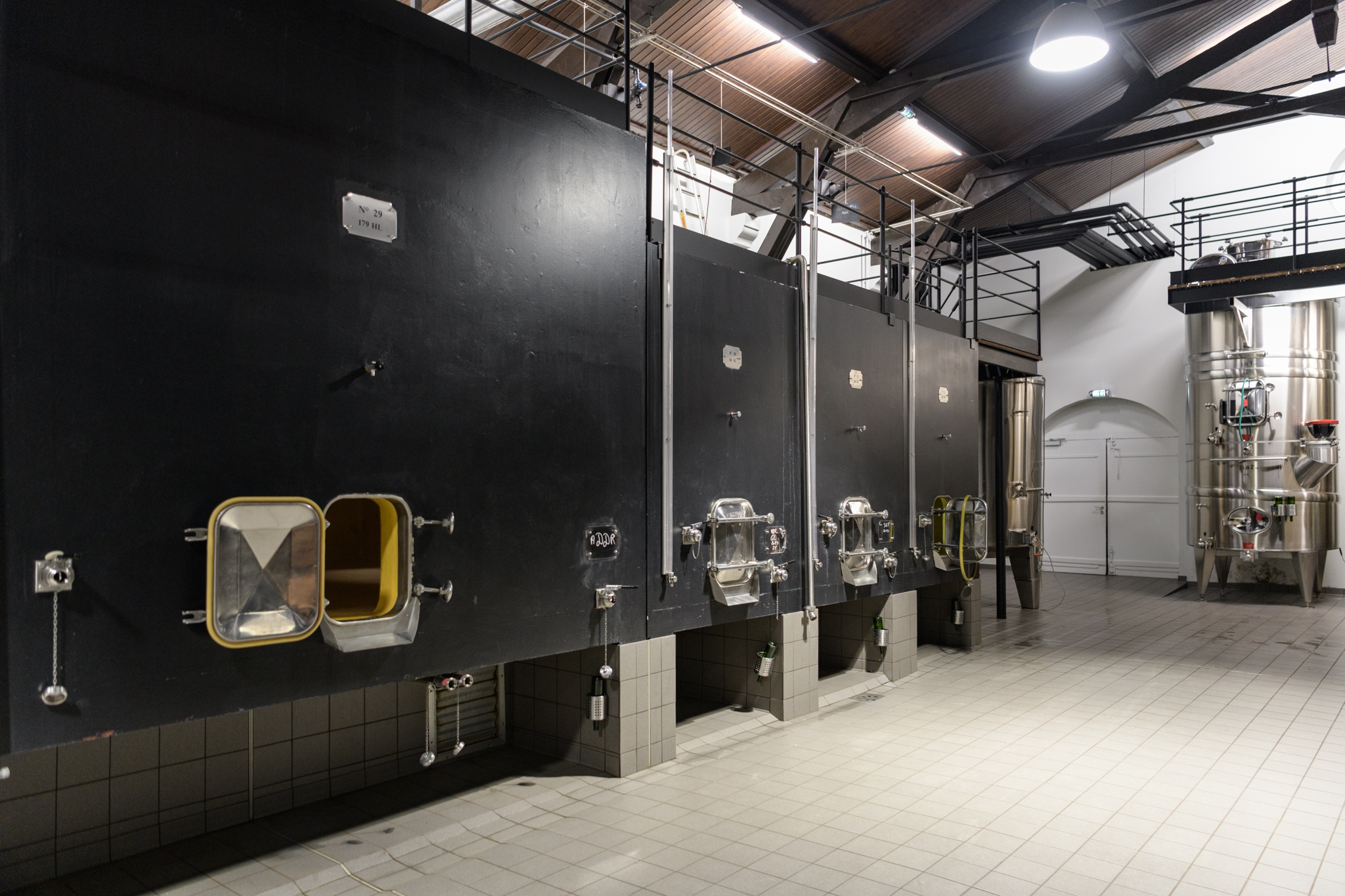
Cuve de vinification.

## Œnotourisme
Le Château Gruaud Larose a mis en place un service oenotouristique en 2009 avec dégustation.